# 内措-利彭
内措-利彭（德語：Neetzow-Liepen）是德国梅克伦堡-前波美拉尼亚州的一个市镇，隶属于前波美拉尼亚-格赖夫斯瓦尔德县。总面积为43.18平方千米，截至2020年总人口为815人。